# Karboprost
Karboprost (Hemabat, Tam) je sintetički prostaglandinski analog PGF2α (specifično, on je 15-metil-PGF2α) sa oksitoksnim svojstvima.
Karboprost indukuje kontrakcije i može da inicira abortus u ranoj trudnoći. On takođe redukuje porođajno krvarenje.

## Indikacije
Koristi se za kontrolu porođajnog krvarenja uzrokovanog atonijom materice, koje se ne može kontrolisati drugim metodima.

## Literatura
- Indman P (2004). „Use of carboprost to facilitate hysteroscopic resection of submucous myomas”. J Am Assoc Gynecol Laparosc. 11 (1): 68—72. PMID 15104835. doi:10.1016/S1074-3804(05)60014-X.
- Vukelić J (2001). „Second trimester pregnancy termination in primigravidas by double application of dinoprostone gel and intramuscular administration of carboprost tromethamine”. Med Pregl. 54 (1–2): 11—6. PMID 11436877.
- Ippoliti C, Przepiorka D, Mehra R, Neumann J, Wood J, Claxton D, Gajewski J, Khouri I, van Besien K, Andersson B (1995). „Intravesicular carboprost for the treatment of hemorrhagic cystitis after marrow transplantation”. Urology. 46 (6): 811—5. PMID 7502421. doi:10.1016/S0090-4295(99)80349-5.

## Spoljašnje veze
- Carboprost на 

|  | Molimo Vas, obratite pažnju na važno upozorenje u vezi sa temama iz oblasti medicine (zdravlja). |